# 阿南市リサイクルセンター
阿南市リサイクルセンター（あなんしりさいくるせんたー）は、徳島県阿南市津乃峰町西分449にあった清掃工場である。

## 概要
- 不燃（金物・鉄類含む）、プラ容器包装、カン、ビン、ペットボトルの資源ごみの分別をしていた。
- 市民の持ち込みも可能であった。
- エコパーク阿南が完成したのに伴い閉所した。

## 利用情報
- 開館時間：8:00〜12:00、13:00〜16:00
- 休館日：土・日曜日、祝日、年末年始(12月31日〜1月3日)
- 駐車場：駐車場有、駐車台数XX台、駐車料金は無料。

## 沿革
- 2001年（平成13年）4月1日 - 阿南市外二町衛生組合阿南リサイクルセンターとして開所[1]。
- 2006年（平成18年）3月20日 - 市町村合併による阿南市外二町衛生組合解散により、阿南市リサイクルセンターと改称。
- 2014年（平成26年）
  - 2月10日 - 閉所。
  - 2月12日 - エコパーク阿南の資源ごみ受け入れ開始。
  - 時期不明 - 解体工事。
- 2015年（平成27年）10月 - 跡地に津乃峰ふれあい公園を着工[2]。
- 2016年（平成28年）
  - 4月 - 跡地に津乃峰ふれあい公園が完成[2]。
  - 4月13日 - 津乃峰ふれあい公園開園式[3]。

## 周辺
- 国道55号阿南道路
- JR阿波橘駅
- 海部観光阿南営業所
- 阿南市立津乃峰小学校

## 交通
鉄道
- JR牟岐線阿波橘駅下車、徒歩約11分。

バス
- 徳島バス・徳島バス阿南橘駅前バス停下車、徒歩約12分。
- 海部観光阿南営業所バス停下車、徒歩約9分。

## 現況
- 2016年4月、跡地に津乃峰ふれあい公園が完成[2]。
- 広さ4432平方メートル。広場3604平方メートル。
- グランドゴルフやゲートボールの広場、屋根つきのベンチや公衆トイレがある。
- 事業費は約8千万円。